# 埃比尼澤·巴塞特
埃比尼澤·唐·卡洛斯·巴塞特（Ebenezer Don Carlos Bassett，1833年—1908年）是一位非裔美國人，他在1869年被任命為美國駐海地公使，成為美國第一位黑人外交官。

## 早年生活
巴塞特於1833年10月16日生於康乃狄克州的利奇菲爾德)出生後不久，巴塞特一家就遷居到鄰近的德比市(Derby, Conn.)。巴塞特在德比就讀文理學校(grammar school)，隨後升上康乃狄克師範學校(Conneticut Normal School)。接著他又進入耶魯大學，學習教師的相關技能。大學畢業後，巴塞特遷居費城，在那兒當了十四年的學校教師。

## 南北戰爭與外交官生涯
在南北戰爭期間，巴塞特強烈鼓勵其他黑人加入聯邦軍服役，並且寫了許多公開信鼓勵青年踴躍從軍。這些行動為他贏得共和黨政治人物的支持，聯邦軍指揮官也對他心存感激。當內戰時的聯邦軍總司令尤里西斯·格蘭特於1869年就任總統，他想起了（或者有人提醒了他）巴塞特在戰時的貢獻，以及他在黑人社群中的崇高地位。於是，他在4月6日任命巴塞特為駐海地公使。
巴塞特的公使職位一直當到1877年，其中在1874年還兼任美國駐太子港總領事。結束海地的任期之後，巴塞特回到費城。他一生中的大部分時間都投入教育工作，並且曾任費城有色青年學院的校長。他在那兒教導出許多投身黑人民權運動的積極份子，例如屋大維烏斯·卡托。在他之後繼任校長的則是芬妮·傑克森·寇平(Fanny Jackson Coppin)。他在1908年去世，葬於康州紐哈芬的園林街墓園(Grove Street Cemetery)。